# Philippe Khorsand
Philippe Teymour Khorsand est un acteur français né le 17 février 1948 à Paris et mort le 29 janvier 2008 dans la même ville.
Fidèle comédien de Jean-Michel Ribes, il doit sa popularité à la série Palace et à la saga Une famille formidable.

## Biographie
Né dans le XIVe arrondissement de Paris d'une mère française et d'un père iranien, Philippe Khorsand s'inscrit au cours Simon à l'âge de 15 ans. En 1966, il fait la connaissance de Jean-Michel Ribes avec qui il crée la compagnie de théâtre du Pallium et qui le fait débuter au théâtre la même année dans L'Alchimiste (The Alchemist).
En 1970, il joue Les Fraises musclées de Jean-Michel Ribes au Théâtre La Bruyère, avec Andréa Ferréol, Michel Elias, Philippe Brizard, Jacques Canselier ; le spectacle ne trouve pas là son public et n'est joué que quelques représentations. Jean-Michel Ribes décide de le remonter immédiatement au Théâtre du Kaleïdoscope, maintenant disparu, dans le quartier de Maubert-Mutualité dans le cinquième arrondissement de Paris ; il y sera joué plus de 300 représentations.
En 1971, il met en scène lui-même la revue érotique Oh! Calcutta! à l’Élysée Montmartre et reçoit son premier rôle au cinéma par Georges Lautner dans Laisse aller, c'est une valse.
Il joue en 1982 pour le petit écran dans la série télévisuelle Merci Bernard de Jean-Michel Ribes sur FR3. Il retrouve la même équipe six ans plus tard, dans Palace, diffusée en 1988 sur Canal+. Il y interprète « John Lox », directeur de l'hôtel qui donne avec Éva Darlan des conseils de savoir-vivre aux téléspectateurs pour « être palace chez soi », et doit faire face à un client éternellement insatisfait. Il reprendra dans les années 2000 ce rôle dans une publicité pour la compagnie d'assurance MAAF inspiré par la scène récurrente « Appelez-moi le directeur ! » auquel Marcel Philippot répond à la fin « Je l'aurai un jour… Je l'aurai ! » (ce dernier a tenu le deuxième rôle jusqu'en 2007, repris depuis par Laurent Gamelon et Daniel Prévost). Le 11 février 2008, la compagnie d'assurance rediffuse le spot avec Philippe Khorsand et Daniel Prévost. Un écran a été ajouté, à la fin, disant : « Merci Philippe… Au revoir, monsieur le directeur. »

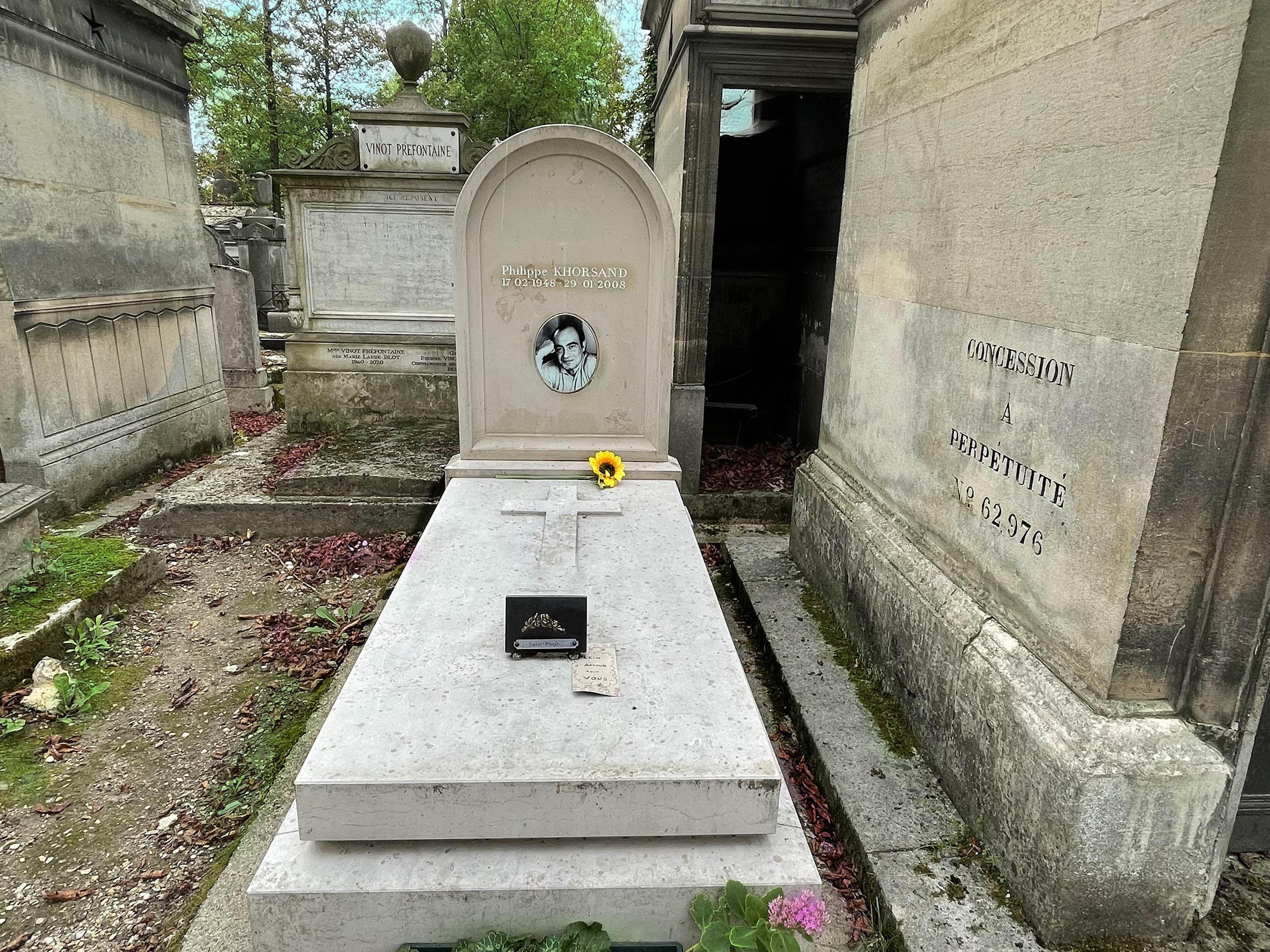
Tombe de Philippe Khorsand au cimetière du Père-Lachaise (division 23).

Il poursuit en parallèle sa carrière théâtrale et cinématographique. Sur les planches, il interprète des rôles divers dans Le Mariage de Figaro (1980), Léocadia d’Anouilh (1984), La Cagnotte de Labiche (1988), La Mégère apprivoisée de Shakespeare (1992), Cyrano de Bergerac de Rostand (1997). Il devient pensionnaire de la Comédie-Française de 1988 à 1989. Sur grand écran, on le voit chez Claude Zidi (Inspecteur la bavure, Attention! Une femme peut en cacher une autre), Claude Lelouch (Edith et Marcel, Les Misérables en Javert, Hommes, femmes, mode d’emploi, Le courage d’aimer), Francis Veber (Les Compères), Gérard Oury (La Vengeance du serpent à plumes), Jean Poiret (Le Zèbre), Jacques Weber (Don Juan), Jean-Luc Godard (Soigne ta droite), Jean-Marie Poiré (Mes meilleurs copains), José Pinheiro (La Femme fardée)…
Il ne délaisse pas pour autant la télévision, participant à partir de 1992 à la saga Une famille formidable, où il interprète le rôle de Richard Matisse, présentateur télé, et à la série Sœur Thérèse.com, diffusée depuis 2002, dans le rôle de Jacky Roche, un méchant propriétaire foncier, au côté de Dominique Lavanant, interprète principale de la série. Il fait également des apparitions dans Marc et Sophie, Navarro, Maguy, Maigret (série télévisée) et H.
Il meurt le 29 janvier 2008 des suites d'une hémorragie interne, à l'âge de 59 ans à l'hôpital Lariboisière à Paris, juste après la fin de tournage de Musée haut, musée bas de Jean-Michel Ribes, sorti en novembre 2008. Ce film, ultime collaboration avec Ribes, est par ailleurs dédié à sa mémoire. Ses obsèques ont eu lieu en l'église Saint-Roch de Paris le 4 février 2008, suivies de son inhumation au cimetière du Père-Lachaise (division 23).
Il était marié avec Théodora Mytakis dont il a eu un fils, Antoine, né en 2003.
Il fait une courte apparition dans la saison 8 de la série télévisée Une famille formidable deux ans après sa mort à l'aide d'effets spéciaux. Pour créer l'effet, Yves Lecoq prête sa voix en imitant Philippe Khorsand.

## Filmographie

### Cinéma
- 1971 : Laisse aller, c'est une valse : L'homme de Varèse
- 1976 : L'Hippoptamours de Christian Fuin : Scénariste uniquement
- 1977 : Lâche-moi les valseuses!... : Henri
- 1979 : Le Mors aux dents : Flipper
- 1979 : Rien ne va plus : Le conducteur au péage, Jacky, M. Alexandre
- 1980 : Inspecteur la Bavure : Le satyre Alphonse Rouchard
- 1982 : Casting
- 1982 : T'empêches tout le monde de dormir : Michel
- 1983 : Édith et Marcel : Jo Longman
- 1983 : Zig Zag Story : L'inspecteur de police
- 1983 : Attention ! Une femme peut en cacher une autre : Raphaël
- 1983 : Les Compères : Milan, un homme de main
- 1984 : P'tit con : Eric
- 1984 : La Vengeance du serpent à plumes : Ratoff
- 1986 : La Galette du roi : Clermont
- 1986 : Si t'as besoin de rien, fais-moi signe : Grabowsky
- 1986 : Sauve-toi, Lola : Rafael Zappa, alias Maurice
- 1986 : Les Frères Pétard : Un flic
- 1987 : Septième ciel : Croque-Monsieur
- 1987 : Les Oreilles entre les dents : Korg
- 1987 : Soigne ta droite : Le passager
- 1988 : Les Années sandwiches : Sammy
- 1988 : Corps z'a corps : Jean Chabert
- 1989 : Mes meilleurs copains : Antoine Jobert
- 1989 : Fantômes sur l'oreiller : Marc
- 1989 : L'Aventure extraordinaire d'un papa peu ordinaire : Sauveur
- 1990 : La Femme fardée : Charley
- 1992 : Le Zèbre : Casenave
- 1992 : Tableau d'honneur : Paul Martin
- 1993 : Une journée chez ma mère : Lamatte-Verbé, le banquier
- 1993 : La Soif de l'or : Jacques
- 1994 : La Vengeance d'une blonde : Régis Montdor
- 1994 : Lou n'a pas dit non : (Voix)
- 1995 : Les Misérables : Le policier / Javert
- 1996 : Hommes, femmes, mode d'emploi : chef du restaurant
- 1996 : Le Plus Beau Métier du monde : Le gardien de l'immeuble
- 1996 : Messieurs les enfants : L'huissier
- 1998 : Don Juan : Monsieur Dimanche
- 1998 : Si je t'aime, prends garde à toi : Gamal
- 1999 : Premier Noël : Le Père Noël
- 2000 : Total Western : Bergosa
- 2000 : L'Affaire Marcorelle : Georges
- 2000: Le zéro un film de Georges Sebag avec Jango Edwards, Daniel Prévost, Soren Prévost
- 2001 : Ce qui compte pour Mathilde : Le patron
- 2002 : Le Zéro : Le directeur du casino
- 2004 : Victoire : Jean-Paul
- 2005 : Le Courage d'aimer
- 2006 : Le Temps des porte-plumes : Le curé
- 2008 : Musée haut, musée bas : Frilon - l'administrateur

### Télévision
- 1971 : Théorèmes et travaux pratiques (téléfilm)
- 1980 : Nous ne l'avons pas assez aimée (téléfilm) : Robert
- 1982 : Merci Bernard (Plateau TV de divertissement hebdomadaire) : Plusieurs personnages
- 1984 : L'Appartement (série télévisée) : Richard Ribauton
- 1984 : Batailles (téléfilm)
- 1986 : À la feuille De Rose, Maison Turque dans la Série rose de Michel Boisrond
- 1987 : Série noire (série télévisée) : Mort aux ténors (téléfilm) : Thierry Stoloff
- 1987 : Marc et Sophie (série télévisée)
- 1988 : Sueurs froides (série télévisée): Maurice
- 1988 : M'as-tu-vu? (série télévisée) : Balthazar
- 1988 : Les Arènes de l'info (série télévisée) : (Voix)
- 1988 : Palace (série télévisée) : M. Lox, le directeur du Palace / « Gentil » John
- 1988 : La belle Anglaise (série télévisée) : Luigi
- 1989 : Le Banquet (téléfilm) : Aristophane
- 1989 : David Lansky (série télévisée) : Brachetti
- 1989 : Fantômes sur l'oreiller (téléfilm) : Marc
- 1992 : Papa veut pas que je t'épouse (téléfilm) : Elbaz
- 1992 : Vacances au purgatoire (téléfilm) : Bertrand
- 1992-2007 : Une famille formidable (série télévisée) : Richard Matisse
- 1994 : Le Misanthrope (téléfilm) : Philinte
- 1994 : Des enfants dans les arbres (téléfilm) : Crestia
- 1996 : Une femme explosive (téléfilm) : Dieudonné
- 1997 : Mira la magnifique (téléfilm) : Grumeau
- 1998 : H (série télévisée) : Maurice
- 2001 : Navarro (série télévisée saison 13 - épisode 5) : Graine De Macadam (Sébastien Herpin) - réalisation : José Pinheiro
- 2001 : L'Aîné des Ferchaux (téléfilm) : Bob Fleury
- 2002 : Maigret et le fou de Sainte-Clotilde (série télévisée) : Duhour
- 2002-2008 : Sœur Thérèse.com (série télévisée) : Jacky Roche
- 2003 : Le Voyage de la grande-duchesse (téléfilm) : Martinot

### Publicité
- 2005 à 2008 : Spot MAAF inspiré par la scène récurrente « Appelez-moi le directeur ! » de la série télévisuelle Palace avec Marcel Philippot.

## Théâtre
Philippe Khorsand a joué dans trente et une pièces dont dix ont été mises en scène par Jean-Michel Ribes. En 1971, il met en scène Oh ! Calcutta à l'Élysée Montmartre à Paris.
- 1966 : L'Alchimiste (The Alchemist) de Ben Jonson, mise en scène Jean-Michel Ribes
- 1967 : Herman est de retour de F. Martial, mise en scène Jean-Michel Ribes
- 1969 : Le Lai de Barrabas de Fernando Arrabal, mise en scène Jean-Michel Ribes, Studio des Champs-Élysées
- 1970 : Les Fraises musclées de Jean-Michel Ribes, mise en scène de l'auteur, théâtre La Bruyère
- 1974 : L'Odyssée pour une tasse de thé de Jean-Michel Ribes, mise en scène de l'auteur, théâtre de la Ville
- 1978 : Le Gros Oiseau de Jean Bouchaud, mise en scène Jean-Michel Ribes
- 1979 : Yerma de Federico García Lorca
- 1980 : Le Mariage de Figaro de Beaumarchais, mise en scène Françoise Petit et Maurice Vaudaux, théâtre de Paris
- 1981 : Les 30 millions de Gladiator d'Eugène Labiche
- 1982 : Le Garçon d'appartement de Gérard Lauzier
- 1983 : Le Monde est petit, les pygmées aussi de Philippe Bruneau
- 1983 : Batailles de Jean-Michel Ribes et Roland Topor, mise en scène Jean-Michel Ribes, théâtre de l'Athénée
- 1984 : Le Jardin d'Éponine de Michel Boisrond, avec Maria Pacôme : l'homme et Michel[4]
- 1984 : Léocadia de Jean Anouilh, mise en scène Pierre Boutron, Comédie des Champs-Élysées
- 1985-1987 : La Cuisse du steward de Jean-Michel Ribes
- 1986-1987 : L'Amuse-gueule de Gérard Lauzier, mise en scène de Pierre Mondy, théâtre du Palais-Royal (avec D. Auteuil, V. Genest, Y. Folliot, X. Saint-Macary)
- 1987-1988 : Le Pont des soupirs de Jacques Offenbach
- 1988-1989 : La Cagnotte d'Eugène Labiche, mise en scène Jean-Michel Ribes
- 1989 : Pièce détachée d'Alan Ayckbourn, mise en scène Bernard Murat, théâtre de la Michodière
- 1990 : La Cuisse du steward de et mise en scène Jean-Michel Ribes, théâtre de la Renaissance
- 1992 : Derrière les collines de Jean-Louis Bourdon, mise en scène de l'auteur, Festival d'Avignon, théâtre de l'Est parisien
- 1992 : Rumeur à Wall Street de Bernard Chatellier
- 1993 : La Mégère apprivoisée de William Shakespeare
- 1993 : Tailleur pour dames de Georges Feydeau, mise en scène Bernard Murat, théâtre de Paris
- 1994 : Le Misanthrope de Molière
- 1994-1995 : L'Hôtel du libre échange de Georges Feydeau
- 1995 : Le Portefeuille de Pierre Sauvil et Eric Assous, mise en scène Jean-Luc Moreau, théâtre Saint-Georges
- 1996-1997 : Bagatelle(s) de Noël Coward
- 1997 : Cyrano de Bergerac d'Edmond Rostand, mise en scène Jérôme Savary, théâtre national de Chaillot
- 1998 : Frédérick ou le boulevard du crime d’Éric-Emmanuel Schmitt, mise en scène Bernard Murat, théâtre Marigny
- 2002 : Théâtre sans animaux de Jean-Michel Ribes
- 2003 : L'Invité de David Pharao, mise en scène Jean-Luc Moreau, théâtre Édouard-VII
- 2004 : L'Invité de David Pharao, mise en scène Jean-Luc Moreau, théâtre des Mathurins
- 2005 : L'Invité de David Pharao, mise en scène Jean-Luc Moreau, théâtre Édouard-VII
- 2007 : Famille de stars de Rémi Rosello

## Distinctions

### Nominations
- Molières 2004 : nomination au Molière du comédien dans un second rôle pour L'Invité